# 棕櫚油對社會和環境的影響
棕櫚油對社會和環境的影響（英語：Social and environmental impact of palm oil）描述的是棕櫚油產業對社會以及環境所造成的影響。
種植油棕，然後從其所結種子中提取棕櫚油，是東南亞、中部非洲、西非以及中美洲許多農民的基本收入來源。棕櫚油在產地作食用油用途，出口後則被用於許多商業食品和個人護理用品的製造用，也有轉化為生物燃料的情況。這種作物每單位面積生產的油脂比大豆、油菜籽或向日葵種子所產，最高可達10倍。
油棕在世界植物油農田的種植面積僅佔5%，但油脂產量的佔比則有38%。在種植園中，油棕通常是採單一栽培方式種植，這種方式對生態環境的影響，包括碳封存和生物多樣性林地的損失，而受到越來越多的審視。由於開闢種植園，造成當地人和動物種群因而流離失所和受到破壞，也引起世人的擔憂。

## 統計數據

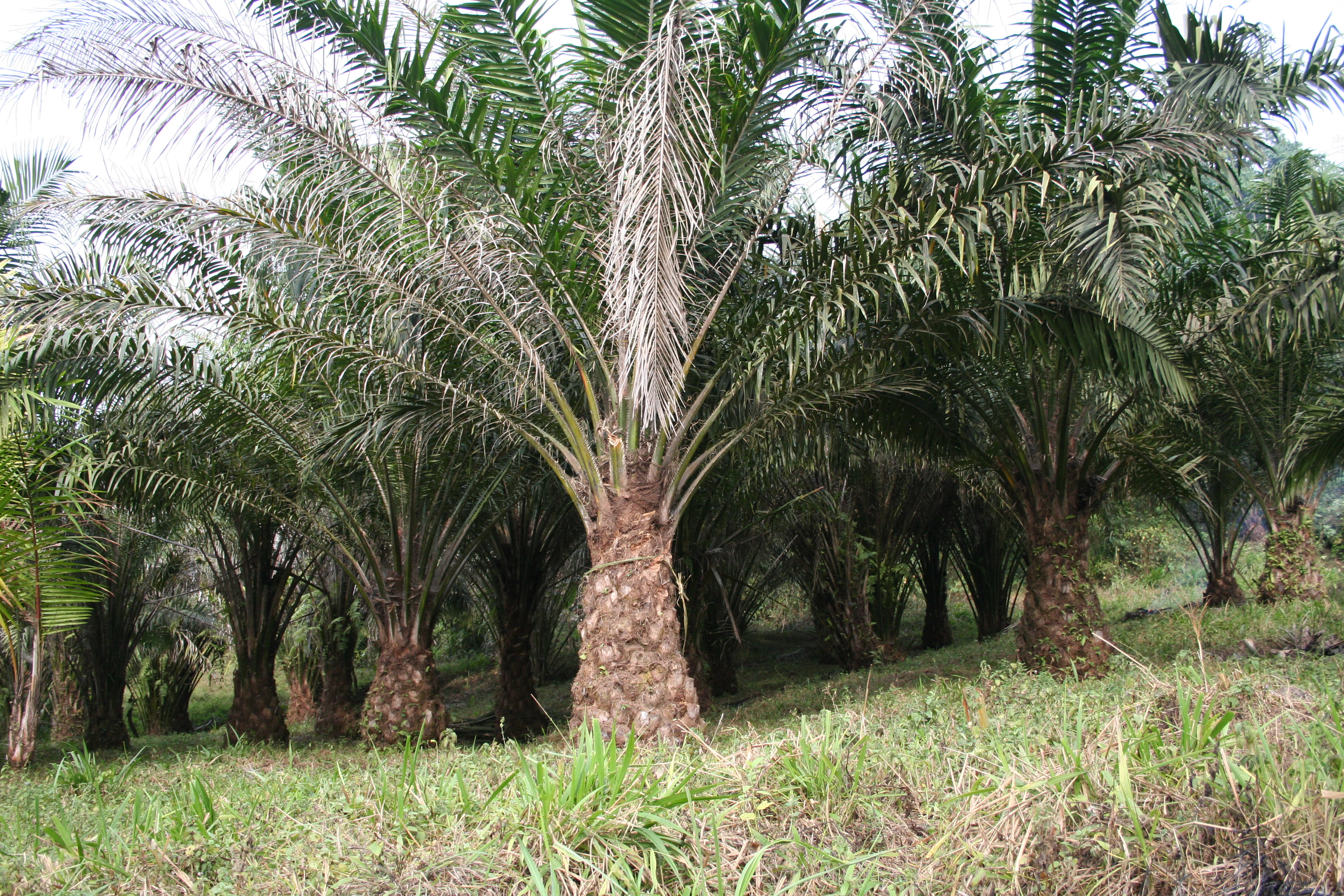
油棕中的品種之一 - Elaeis guineensis

據估計，印尼從事這種作物種植的小農有150萬人，馬來西亞受僱於種植園以及相關行業的人則有50萬。
截至2006年，油棕種植園使用土地面積的累計約為11,000,000公頃（42,000平方英里）。2005年，馬來西亞棕櫚油協會（Malaysian Palm Oil Association ，協會會員的作物收成約佔世界產量的一半）估計他們擁有大約5億棵多年生，有碳截存功能的油棕。世界對棕櫚油的需求持續增加，而且有望會更進一步攀升。
在1967年至2000年間，印尼的油棕種植面積從少於2,000平方公里（770平方英里）擴大到超過30,000平方公里（12,000平方英里）。印尼因種植油棕而發生的森林砍伐（其中包括有非法採伐），其速度之快，讓聯合國環境署 (UNEP)在2007年發表的的報告稱，該國的大部分森林可能在2022年會被摧毀。但印尼森林流失的速度在過去10年中有所下降。 
估計棕櫚油在2010年的全球產量會達到創紀錄的4,690萬噸，高於2009年的4,530萬噸，其中增幅最大的生產國是印尼。

## 社會問題
油棕是種有價值的經濟作物，能提供就業機會。 讓小型地主能夠賺錢，並通常能把當地的基礎設施改善，增加取得如教育和醫療服務的機會。在一些地區，油棕已取代傳統農作物，主要就是因為棕櫚油能產生更高的收入。但現代的耕作方式也引導出其他問題，包括糧食安全受到降低。問題的源頭是土地被集約化利用，而讓土壤退化。結果是當地人無法從所處土地上生產足夠的糧食，而被迫得對外尋求。
在某些情況下，油棕種植園是在沒與原住民協商或給予補償的情況下就逕自開發，這種情況在巴布亞新幾內亞、哥倫比亞、和印尼均發生過。在馬來西亞婆羅洲的沙撈越州，業者在當地開發油棕種植園土地之前，是否曾與龍特倫卡南村（Long Teran Kanan community）進行過適當的協商，一直存有爭議。在前述地區中，徵用原住民所居住的土地以建立種植園，均導致業者與當地居民之間發生衝突。 
根據一批非政府組織（包括地球之友）在2008年發表的一報告，據稱棕櫚油公司還在印尼曾使用武力從原住民社區取得土地。此外，有些印尼油棕種植園依賴進口勞動力或僱用無證移民，也引起人們對此類做法的工作條件和社會影響的擔憂。種植園剝削童工的問題也是個重要議題。

## 砍伐森林

### 棲息地喪失
開闢油棕種植園需要大量砍伐森林，而導致原本位於當地的動植物逐漸消失。 在馬來西亞和印尼等國家的熱帶雨林，由於全年雨量充沛，日照充足，一直是最理想，可供建立大型油棕種植園的地區。從1990年到2005年，馬來西亞用於油棕種植的土地總面積增加240萬公頃，達到420萬公頃。在此期間，有超過110萬公頃的熱帶雨林遭到砍伐。每個熱帶雨林所擁有的動物群通常極為脆弱，容易受到砍伐的影響，最終導致生物多樣性迅速降低。在為創造棕櫚油商業用途而清理大量森林土地的作業中，受影響最大的是野生動物。動物被迫搬遷，在種植園周圍的村莊四處遊蕩與覓食，而開始經常與人類接觸。有些動物無法適應並遷移到其他地方，在此過程中，它們的種群數量大幅減少，動植物與棲息地的共生關係遭到破壞。當森林被改為為種植園時，會對生物多樣性產生負面影響，改變之後，與未受干擾的原始森林相比，其中的物種豐富度降幅甚大。極度瀕危的婆羅洲猩猩的處境尤為危殆。在2018年所發表的一項著名研究顯示，在1999年到2015年之間，有超過100,000隻猩猩因這類不可持續的自然資源開採（包括棕櫚油產業）而消失。此數字是在為期16年期間，透過跟踪猩猩的巢穴數量而取得，而巢穴從研究開始時的每平方公里有22.5個巢穴，到研究結束時減少到每平方公里的10.1個巢。另一方面，種植油棕也會助長入侵物種的引入，例如來自東南亞的長足捷蟻。幾乎每種分類單元的生物多樣性都受到影響。Tom M. Fayle等學者在2010發表的研究報告，發現螞蟻，Danielsen和Heegaard在1995年發表的報告，發現蝙蝠和靈長目動物，Liow等人在2001年發表的報告，發現花蜂類，Chung等人2000年發現甲蟲，Peh等人2006年發現鳥類，Davis和Philips2005年發現蜣螂，Hassall等人2006年發現等足目動物，Glor等人2001發現蜥蜴，Chang等人1997年發現蚊蟲，Chey2006年發現蛾，Bernard等人2009年發現小型哺乳動物，幾乎所有分類單元均喪失豐度。但有例外，有些是豐度增加，但多樣性仍減少（譬如蜣螂、等足目動物、蜥蜴和蝙蝠）。Liow等人2001年發現花蜂類在油棕種植園中失去豐度，但物種多樣性卻有增加，是特例。

### 土壤退化
把土地上既有植物群剷除，然後改種油棕的過程，對於地表的土壤品質有不利的影響。這過程的後果是周圍的土壤經常會受到侵蝕。種植油棕樹時，為確保每棵樹能健康及快速生長，會使用到大量化肥和農藥。年輕的油棕會從土壤中吸收大量的養分，而把土壤品質降低。這也是棕櫚油生產過程中需要增加使用化肥的另一原因。種植園中油棕之間的距離也被安排得非常緊密，以在有限空間內做充分的利用。這會進一步影響到土壤品質，因為樹木生長過程中，需要從土壤中獲取更多的礦物質和水分。由於樹木之間的距離過近，造成土地所能供應的養分有限，而導致須施用更多的肥料、農藥和水。這種過程會更進一步損害土壤的品質，也讓當地既有的動植物難以生存。Tuma等人在2019年發現既有森林被油棕種植園取代之後，生物擾動物種的數量減少，但實際進行的生物擾動量並未減少。 
在大多數油棕種植園所在的熱帶國家，例如馬來西亞和印尼，由於長年有持續的陣雨和陽光照射。靠近河流的種植園會加劇對周圍社區的影響。這是因為種植園大量使用化肥和農藥，而此類物質被頻繁的雨水產生的地表逕流沖刷到河流中。由於河流是當地村民日常生活的中心，受污染的河流成為一個大問題。社區人民使用河水作為飲用水，並從河流中捕魚食用，污染問題讓他們容易受到化肥和農藥殘留物的影響。當地居民接觸到未經處理的水會對健康造成不利影響，例如罹患霍亂、大腸桿菌和鉛中毒等疾病。
土壤侵蝕和土壤變得貧瘠也影響到居住在這些油棕種植園附近村民的生計，他們無法僅依靠自己的土地來生產糧食和木材，而必須另行覓取。結果，當地村民由於原生動植物的損失而發生不同程度的遷徙。政府需要重新分配資源以支持這些受到邊緣化的社區，經濟的複雜程度因而升高。

## 其他環境問題

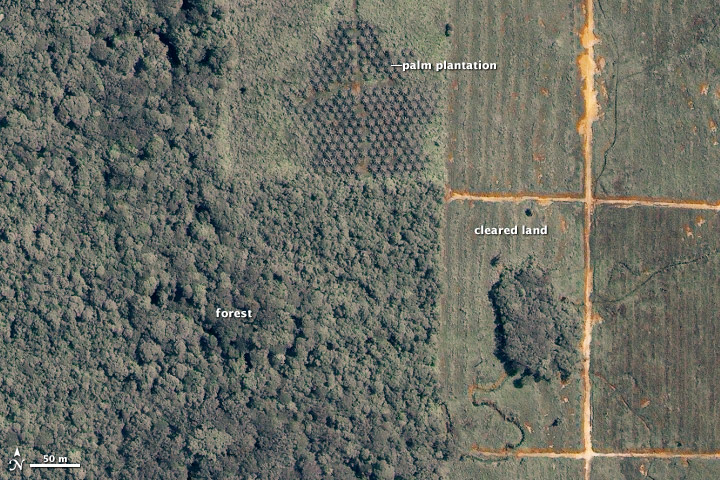
顯示在東馬砍伐森林以建立油棕種植園的衛星影像。

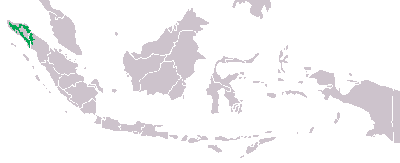
僅存的蘇門答臘猩猩在印尼的分佈圖。

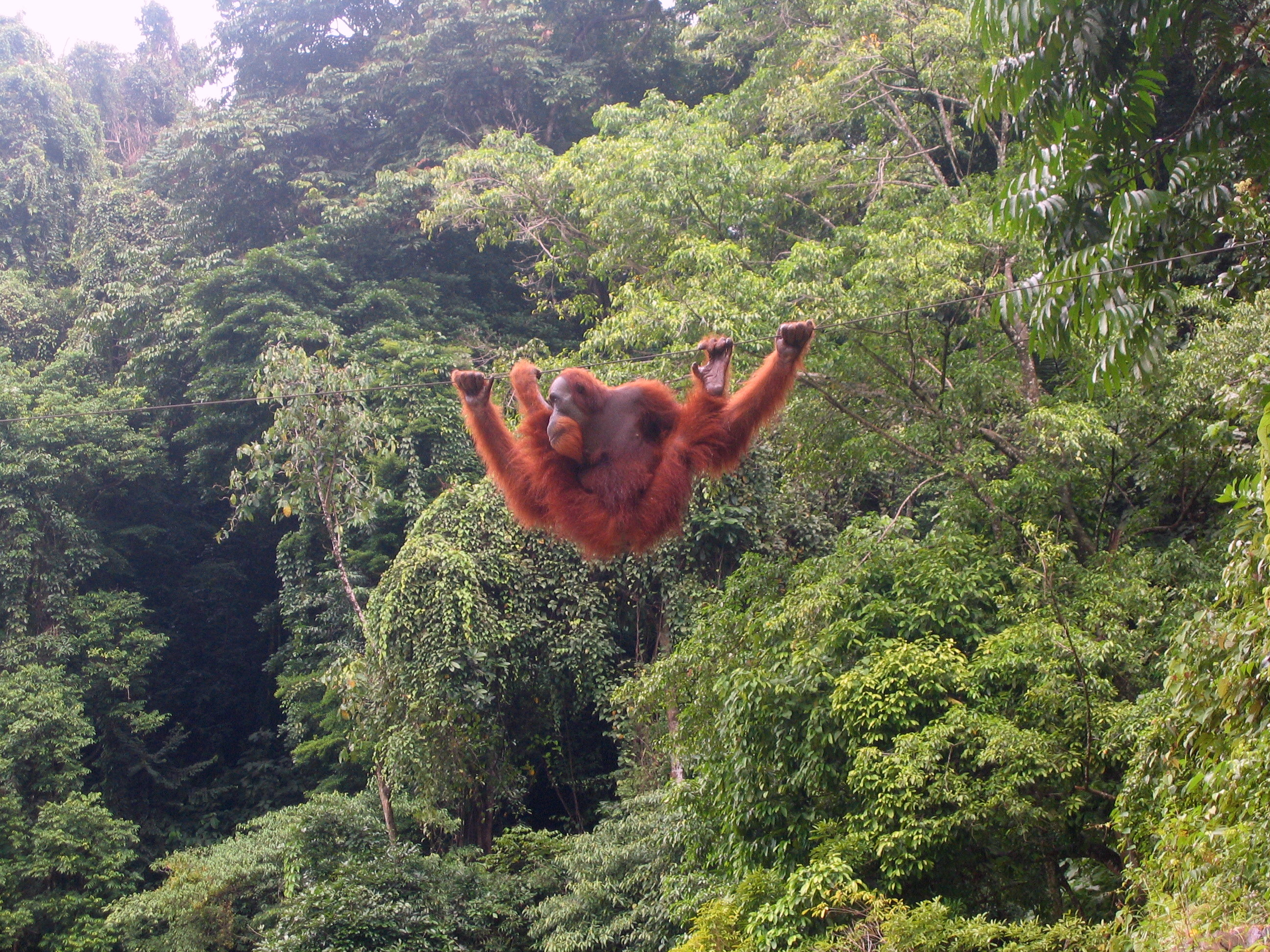
在印尼蘇門答臘島北方布及特·拉旺的蘇門答臘猩猩。

由於印尼對棕櫚油和木材的需求不斷增加，導致該國的國家公園熱帶林地也遭到砍伐。根據聯合國環境署在2007年發布的報告，按照當時的森林砍伐速度，估計該國的森林因合法加上非法砍伐、森林火災和油棕種植園的開發，到2022年時將有98%會消失。
馬來西亞是世界第二大棕櫚油生產國，已承諾將全國至少50%的土地保存為森林。截至2010年，馬來西亞有58%的土地仍有森林覆蓋。
開闢油棕種植園而受到批評的原因有：
- 溫室氣體排放。砍伐熱帶森林所造成的人為二氧化碳排放，估計佔全球排放量的10%，這種排放是導致氣候變化的驅動力。[48]
- 原生動物棲息地遭到破壞，會導致極度瀕危物種（例如蘇門答臘象、蘇門答臘虎、[49]蘇門答臘犀、[50]和蘇門答臘猩猩）的滅絕。[46][51][52][53][54]
- 生物多樣性減少，[55]同時包括對生物多樣性熱點的破壞。[54][56]
- 在原屬於婆羅洲沙撈越州及沙巴州（屬馬來西亞領土）和加里曼丹（屬印尼領土）原住民的土地上種植農作物。[57][58]
- 人畜共通傳染病病例的增加與熱帶森林砍伐有關聯。[59]

### 水污染
馬來西亞有些擁有油棕種植園的州，由於環境立法執法不嚴，導致種植園入侵到河岸緩衝帶，並把棕櫚油廠廢水 (palm oil mill effluent，POME) 等污染物排入環境之中。POME是在提煉棕櫚油最後階段產生的廢棄物，由於處理這類廢棄物的過程非常困難且成本高昂，因此一種常見的做法就是直接排放到附近的水庫中。POME含有高濃度的養分，會促進藻類大量繁殖，而把水中氧氣耗盡，對水生生物產生負面影響，而把生態系統改變。
目前已經開發出多種環境友好的處理法。其中包含對POME進行厭氧處理，可因此產生生物氣體（甲烷）作發電用，但利用主要如Methanosaeta concilii的古菌把 乙酸鹽分解為甲烷的過程，尚未達到理想的程度。

### 溫室氣體排放
據稱由於開闢油棕種植園，必須清除泥炭沼澤森林，而導致環境退化。許多印尼和馬來西亞的油棕種植園就建在原本是酸性泥炭沼澤的所在，因為進行森林砍伐和沼澤排水，會把其中儲存的碳釋放進入大氣。一項研究顯示這兩國把泥炭沼澤森林轉化為種植園，所產生的溫室氣體排放佔有兩國總排放量的16.6%至27.9%。泥炭地的排水過程和幼油棕樹的生長，和舊有的種植園比較，所產生的溫室氣體排放量會多出50%。為滿足世界對棕櫚油日益增長的需求，而必須大量把泥潭沼澤森林變成油棕種植園，是生態學家和環保主義者日益關注的問題。
研究人員正尋找可能的、更環保的方案和做法來解決這種問題，並建議如有足夠的土地得到保護，並有足夠大的原始森林保護區，棕櫚油產業對野生動物和生物多樣性的影響就不會如此巨大。環保團體如綠色和平、可持續性棕櫚油圓桌會議 (RSPO)和國際特赦組織等也參與倡導，禁止不可持續的棕櫚油作物種植，和抵制購買這些產品的外國公司。
綠色和平等環保組織聲稱，這種森林砍伐所產生的碳排放量遠超過利用棕櫚油生產生物燃料所能減少的排放量（biofuel carbon debt）。綠色和平認為泥炭沼澤森林是巨大的碳匯，將之破壞，所產生的二氧化碳已佔全球每年排放量的4%。但根據砂拉越熱帶泥炭研究所的說法，至少有一項數據顯示油棕種植園是碳匯，因為油棕與其他樹木一樣會把二氧化碳轉化為氧氣，馬來西亞針對《聯合國氣候變化框架公約》所提交的第二次全國通訊報導，油棕種植園對馬來西亞成為淨碳匯國有幫助。
綠色和平針對對印尼在蘇門答臘島廖內省的泥炭沼澤森林破壞製作記錄，這個省的油棕種植園佔全印尼的25%。綠色和平稱這種破壞行為會造成毀滅性後果，而泥炭沼澤森林本來已因工業發展而發生退化。廖內省的這類森林儲存有140億噸的碳，約與全球一年的溫室氣體排放量相當。
環保主義者和自然資源保護主義者被邀請與棕櫚油公司合作，購買現有的棕櫚種植園中的小塊部分，他們可利用這樣產生的利潤來創建私人擁有的自然保護區。有人認為這比動員數百萬生計受到威脅的小農做對抗的做法，會是種更有成效的策略。

### 霧霾

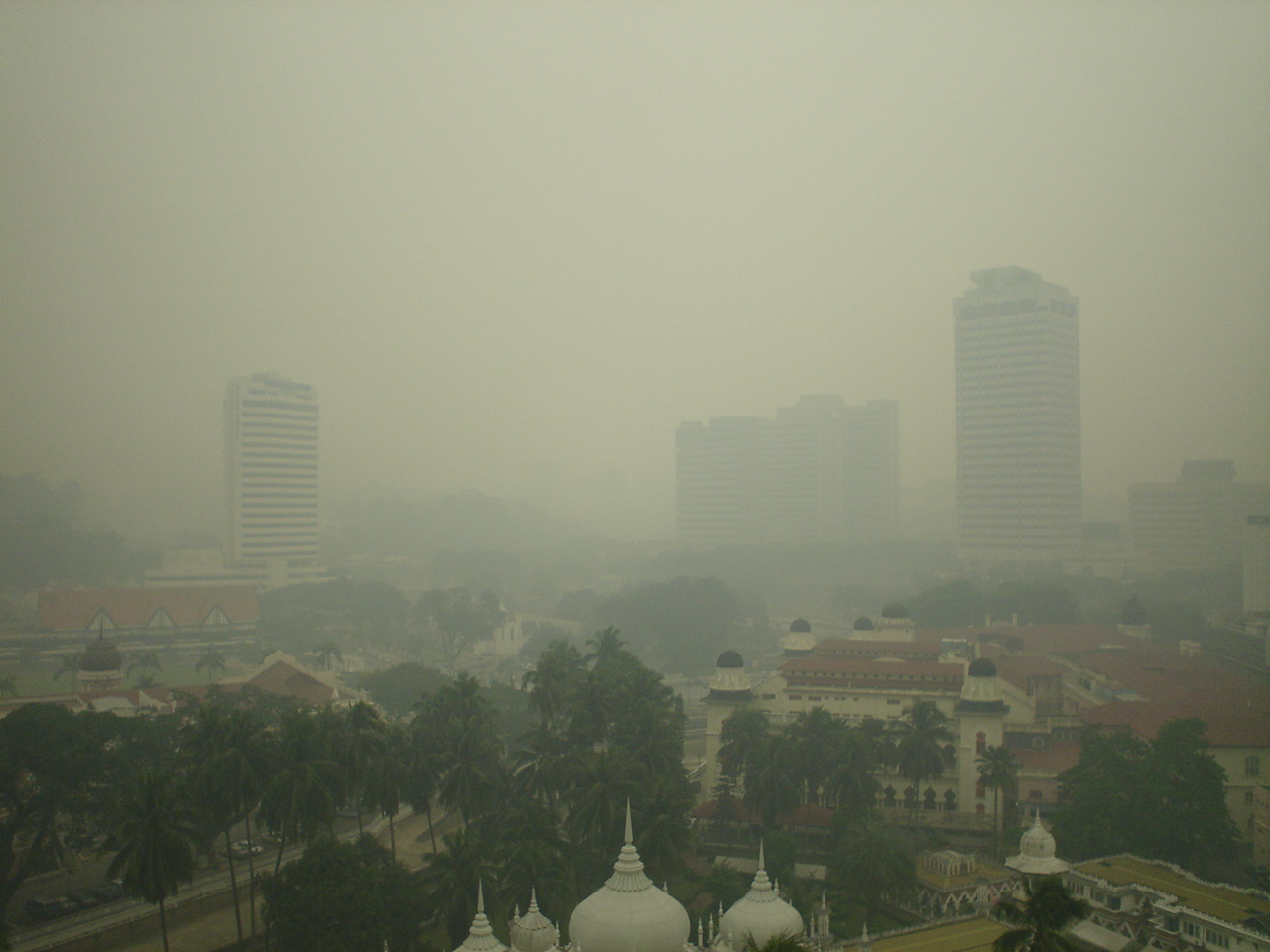
2005年馬來西亞霾害期間的吉隆坡。東南亞持續受到以焚燒方式清理森林，以開闢油棕以及紙漿用木材種植園之害。

霧霾是種空氣污染，頻繁在東南亞出現，部分原因是為開墾油棕種植園，而焚燒雨林和泥炭沼澤森林的結果。

## 國家間差異

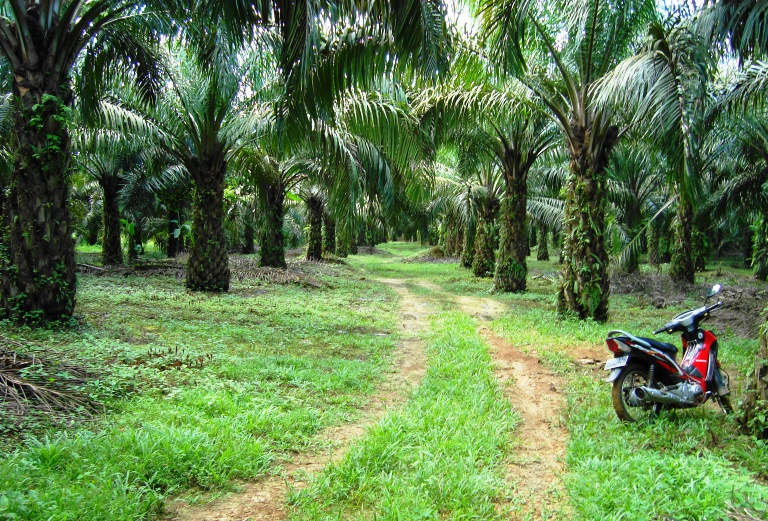
印尼的一處油棕種植園。

### 印尼與馬來西亞
印尼和馬來西亞的棕櫚油產量佔全世界的80%以上，小農種植園的面積佔兩國種植園總面積的35-40%，而產量佔33%。其他的如西非國家，小農的產量佔全部產量的90%，主要是供當地，或是區域性市場使用。
由於馬來西亞承諾讓至少50%的國土有天然森林的覆蓋，因此近年新種植園的增長放緩。根據馬來西亞種植及原產業部部長Bernard Dompok的說法，該國不大可能會做大規模擴張，農民會專注於不擴張的情況增加產量。
2008年1月，馬來西亞棕櫚油委員會（Malaysian Palm Oil Council）的首席執行官寫信給華爾街日報，指出該國意識到有必要追求可持續的棕櫚油產業。從那時起，馬來西亞政府與棕櫚油公司一起把經認證的可持續性棕櫚油 (CSPO) 的產量增加。馬來西亞已被可持續棕櫚油圓桌會議承認為最大的CSPO生產國，佔全球CSPO產量的50%，印尼CSPO的產量佔全球的35%。
印尼的群島原住民聯盟（Indigenous Peoples' Alliance of the Archipelago (AMAN) ）在Mina Susana Setra女士領導下，為國家經濟需求和原住民權利之間取得平衡而奮鬥。該國99%的棕櫚油特許經營均發生在原住民居住的土地上。AMAN領導的倡議團隊在2012年贏得印尼憲法法院承認原住民傳統土地權利；但除少數案例之外，此保護原住民權利、環境和開發商的計劃並未能取得成果。

### 非洲
非洲的情況與印尼或馬來西亞截然不同。聯合國開發計劃署在其發表的2007-2008年度人類發展報告中表示，西非的棕櫚油生產在很大程度上是可持續的，主要是因為皆為小農所經營，而非那種會破壞多樣性的單一耕作方式。聯合國糧食及農業組織（FAO）鼓勵非洲各地小農戶種植油棕，因為這種作物可提供改善窮人的生計和增加收入的機會。

## 需求增加
包括ADM、聯合利華、嘉吉公司、寶潔、雀巢、卡夫食品和漢堡王等食品及化妝品公司，正推動增加對棕櫚油的需求，
部分原因是用來取代含有反式脂肪的油脂。 
雖然棕櫚油可用於生產生物燃料，並有使用大型設施生產的建議，國際食物政策研究所在2012年發表的一份報告，其結論是棕櫚油增產與食物需求有關，並非用於生產生物燃料。

### 生物柴油
由可持續的非林地和成熟種植園產出的棕櫚油，其製成的生物柴油有減少溫室氣體排放的效果。根據綠色和平的說法，清理泥炭沼澤森林以種植油棕，會導致大量溫室氣體排放，而在這類土地上產出的棕櫚油，所生產的生物柴油並不見得會造成溫室氣體排放量的淨減少。雖然馬來西亞砂拉越熱帶泥炭研究所的研究結果是在泥炭沼澤森林開發的油棕種植園，其產生的二氧化碳排放量低於既有的森林，但有人認為這個單位是由與棕櫚油產業有利害關係的政客所委託，有利益衝突的疑慮。
馬來西亞聯邦土地發展局 (FELDA) 所屬的8個種植園在2011年獲得國際永續發展與碳驗證機構 (International Sustainability & Carbon Certification，ISCC) 的認證，成為亞洲首個通過ISCC認證的棕櫚生物柴油供應和生產鏈的一分子。此認證機構依據歐盟的可再生能源指令 (RED)行事。2012年，歐盟聯盟委員會核准RSPO的生物燃料認證計劃，允許經認證的可持續棕櫚油生物燃料在歐洲銷售。

## 可持續性

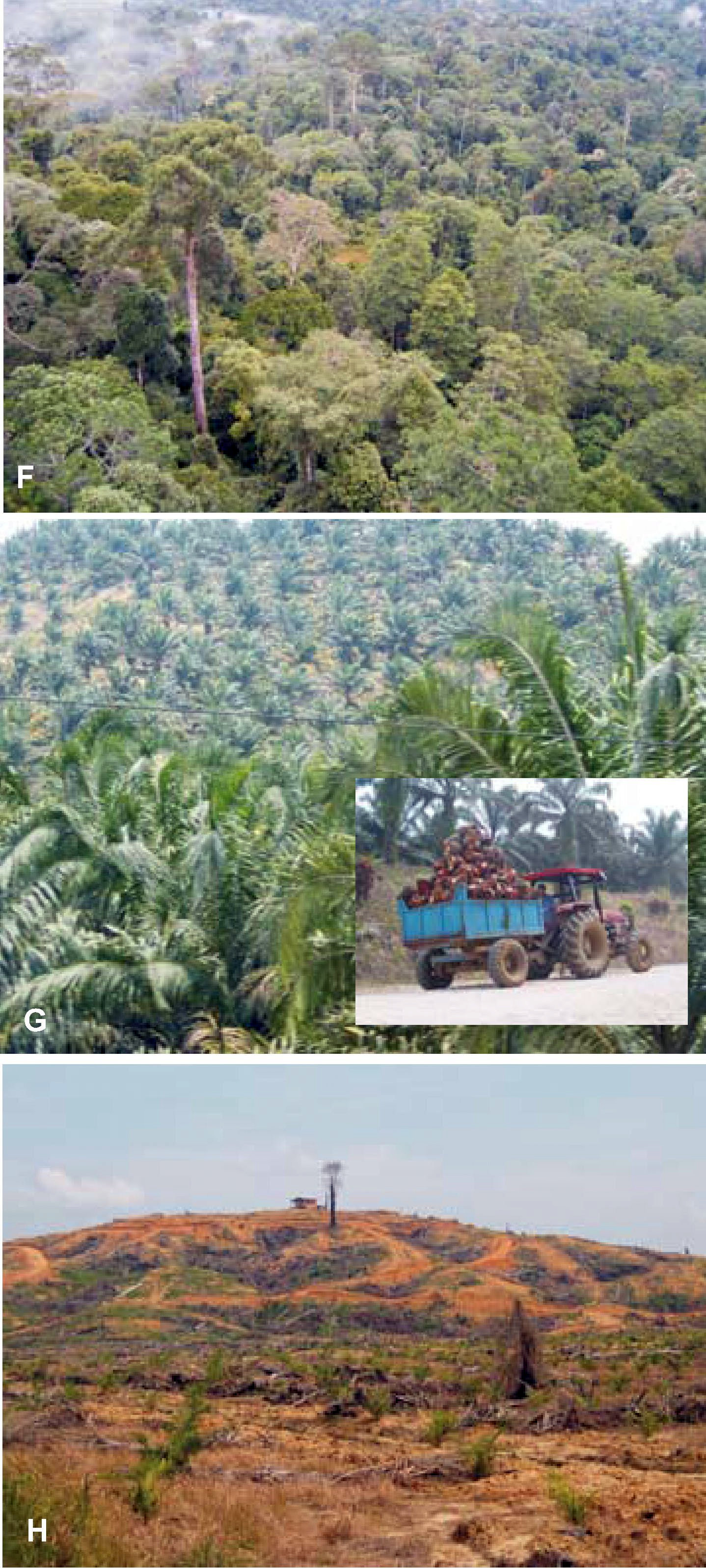
在婆羅洲，上圖（F）為原始森林，中圖（G）為取而代之的油棕種植園，下圖（H）顯示的是實務上改變將無法逆轉。

在2016年，全球生產的棕櫚油種子中至少有17.4%符合自願性可持續發展標準 - 例如可持續棕櫚油圓桌會議、雨林聯盟和國際有機農業運動聯盟。
（RSPO）成立於2004年，致力於透過種植者、加工者、食品廠、投資者和非政府組織的參與來促進可持續棕櫚油的生產。從2008年開始，符合RSPO標準的棕櫚油被指定為“經認證的可持續性棕櫚油”(CSPO)。在實施的兩年內，CSPO指定的棕櫚油佔全球棕櫚油市場的7%。截至2012年10月，全球通過RSPO認證的棕櫚油已達到12% 。在頒發CSPO認證的第一年，經認證的棕櫚油中只有30%掛上認證的標誌銷售。
RSPO因未制定種植園溫室氣體排放標準，以及其成員所生產只佔全部棕櫚油產量的40%，而受到2010年發行的《經濟學人》雜誌批評。綠色和平在2007年發表的報告，批評RSPO的食品公司成員，稱它們“仰賴那些積極參與森林砍伐，以及把泥炭沼澤森林轉為種植園的供應商”。
印尼政府接受挪威捐贈10億美元後，於2010年5月宣布暫停核准清除天然及泥炭沼澤森林的新合約，為期兩年。此外也宣布計劃創建自有，類似於RSPO的組織，作為政府認證機構，並對國內棕櫚油生產商實施強制性監管。
2011年，馬來西亞開始制定國家認證，即“馬來西亞可持續性棕櫚油”（MSPO）認證，以促進全國可持續性棕櫚油生產者的參與。這項針對中小型生產商的認證計劃預計於2014年啟動。馬來西亞發動根據生命週期評估（LCA）方法對棕櫚油產業進行國內環境評估。LCA被用於評估油棕幼苗種植、油棕果採收、棕櫚油原油、油棕果仁和精煉棕櫚油生產對環境的影響。也對下游產業如生物柴油等進行評估。
科學家在2020年7月透過對地球觀測衛星提供的圖像做詳細分析，顯示在過去30年中，那些經過認證的“可持續”棕櫚油生產仍然導致蘇門答臘島和婆羅洲熱帶森林的砍伐，以及瀕危哺乳動物棲息地的退化。

### 碳權計劃
棕櫚油生產商有資格參與由聯合國環境與發展會議制定的清潔發展機制 (CDM) ，已開發國家透過這個機制，因投資開發中國家的清潔能源項目，而獲得碳權，可用來抵消其自身的溫室氣體排放，此舉可減少全球溫室氣體排放。
由於油棕種植園的擴張對熱帶雨林產生影響，投資者在把棕櫚油轉為生物燃料的項目均持謹慎的態度，但根據馬來西亞綜合企業楊忠禮集團旗下從事CDM開發公司的說法，許多棕櫚油CDM的項目均側重於改進廢棄物的使用，以減少氣體排放，並未在建立新的油棕種植園處著力。

### SPOTT：ESG政策透明度評估

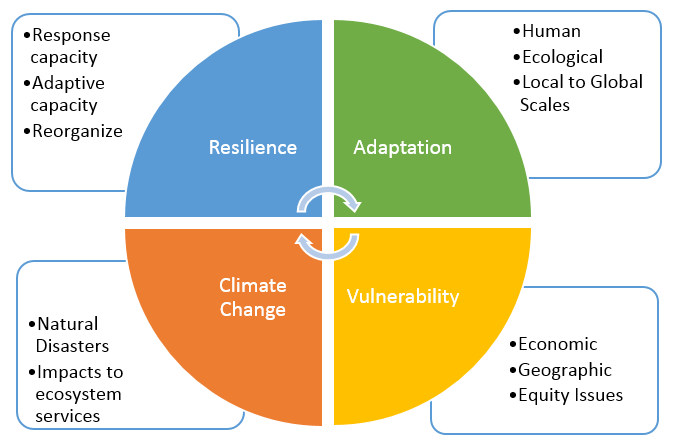
環境可持續性的基本組成要素。

自20世紀末以來，世界棕櫚油產量持續增加，1980年至2014年間已成長15倍。（來源:2021年國際自然保護聯盟（IUCN）世界自然保護大會報告）。印尼和馬來西亞為主要生產者，拉丁美洲國家也開始在全球棕櫚油產業中增加作用。
SPOTT是個免費在線平台，用於評估商品生產者、加工者和貿易業者在環境、社會和治理 (environmental, social, and governance，ESG) 問題上的公開披露。
SPOTT根據100家棕櫚油生產者、加工者和貿易業者在與環境、社會和治理相關的組織、政策和做法方面的公開訊息做評估。為跟踪這些機構與時俱進的增長，會給每個組織評分。
SPOTT所建立的指標由倫敦動物園與技術顧問協商創建，以與聯合國可持續發展目標等相關計劃密切匹配。
For a more detailed explanation of assessment scores, click here
Policies and pledges made by the company may not be carried out effectively on the ground. Although the media monitor on each company's page may provide some insight, independent due diligence should include measures to analyze implementation levels.
有關評估SPOTT分數的更詳細說明，請單擊此處click here （页面存档备份，存于）以資參考。
但這些公司制定的政策和承諾可能無法有效執行。對於各家公司所提供的公開資訊，分析者應採取審慎的方式研讀。

### 企業採用可持續棕櫚油實況
世界自然基金會 (WWF) 每年會刊出大公司使用可持續棕櫚油的報告。在2011年的報告中，接受調查的132家公司中有31家在這方面方面獲得最高分，比2009年有所增加，當年（報告發布的第一年）並無公司獲得最高分。
報告說，有87家公司承諾到2015年時會僅採用可持續棕櫚油，其中包括聯合利華和雀巢，這兩家公司在2000年代後期，經環保組織的示威和敦促後才做此承諾。但WWW稱採用可持續棕櫚油的整體增長速度太慢。
承諾提供含有可持續油產品的零售商，包括沃爾瑪和家樂福，把這種緩慢增長歸因於消費者對可持續棕櫚油製成的產品缺乏興趣和意識。這些公司對消費者因這種產品價格而需求不高，以及這種產品日後的供應量問題均表示擔憂。

### 說服政府
美國全國農場主協會和免除森林砍伐合作夥伴在2010年提出一份報告，認為說服國家政府生產能與棕櫚油競爭的產品，並制定保護主義法律，禁止使用透過砍伐森林來生產的商品，是種可行辦法。 這份報告說，估計因此可讓每年會消失的13,000,000公頃（50,000平方英里）的森林（主要熱帶森林）受到保護，而美國農業收入在2012年至2030年間可增加1,900-2,700億美元。
然而幾個保護組織，包括保護國際、環境保護基金、國家野生動物聯盟和大自然保護協會等對這份報告提出反駁，稱報告“基於完全沒根據的假設（即熱帶國家的森林砍伐容易受到禁絕），因此其結論不符合實際。”

## 進一步閱讀
- Butler, R. A.; Laurance, W. F.  (PDF). Tropical Conservation Science. 2009, 2 (1): 1–10  [2023-04-12]. S2CID 37419639. doi:10.1177/194008290900200102 . （原始内容存档 (PDF)于2022-11-18）.
- (PDF). Netherlands: Greenpeace International. November 2007  [2023-04-12]. （原始内容存档 (PDF)于2016-03-03）.
- .   [2023-04-12]. （原始内容存档于2023-03-13）.
- Zuckerman, Jocelyn C. . The New Press. 2021. ISBN 978-1620975237.

## 外部連結
- Greening the World with Palm Oil? （页面存档备份，存于） – an in-depth analysis on palm oil's impact on the environment, Mongabay.com, 26, 2011-01-26
- Cooking the Climate （页面存档备份，存于） – a Greenpeace report on the palm oil industry
- Palm oil publications （页面存档备份，存于） from Greenpeace
- Palm Oil （页面存档备份，存于） from Project Regeneration
- Bruce Parry's Penan documentary showing the social and environmental impact of palm plantations in Malaysia （页面存档备份，存于）
- "The slippery business of palm oil" （页面存档备份，存于） – The Guardian, 2008-11-06
- "Palm oil: the biofuel of the future driving an ecological disaster now" （页面存档备份，存于） – The Guardian, 2006-04-04
- "Palm Oil and Tropical Deforestation: Is There a Sustainable Solution?" （页面存档备份，存于） – Union of Concerned Scientists